# Pokémon
Pokémon (japanisch ポケモン [ˈpokemoɴ], kurz für ポケットモンスター Poketto Monsutā, abgeleitet von englisch Pocket Monster, deutsch „Taschenmonster“; Eigenschreibweise auch PoKéMoN oder POKéMON) ist ein Medien-Franchise mit Fantasiewesen, die gesammelt, getauscht und trainiert werden. Verwaltet wird das Franchise von der The Pokémon Company, einem von Nintendo, der japanischen Spielesoftwarefirma Game Freak und Creatures gegründeten Unternehmen. Ursprung und Kern des Franchises ist eine 1996 gestartete Serie von Videospielen, die ursprünglich von Satoshi Tajiri und Game Freak entwickelt wurden. Weltweit verkauften sich über 440 Millionen Spiele-Einheiten, womit die Spieleserie zu den wichtigsten Serien des Publishers Nintendo und bisher erfolgreichsten Videospielmarken gehört. Dem Erfolg der Spiele folgten eine Anime-Serie, ein Sammelkartenspiel, diverse Merchandising-Produkte und seit 1998 mehr als 20 Kinofilme. Pokémon ist das erfolgreichste sowie umsatzstärkste Medien-Franchise aller Zeiten.

## Spielprinzip

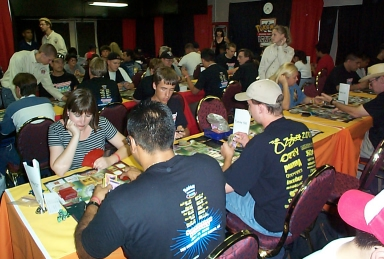
Das Pokémon-Turnier Super Trainer Showdown, 2000

Der Inhalt der Pokémon-Rollenspiele ist gleichzeitig die Grundlage für die Anime-Serie und weitere Spiele. Die Welt der Spiele ist von einer Vielzahl unterschiedlicher Pokémon bevölkert, die vom Spieler gefangen, gesammelt, trainiert und im Wettkampf eingesetzt werden können.

### Spielziele
1. Sammeln. Der Spieler kann unterschiedliche Pokémon-Arten sammeln, indem er sie fängt, tauscht oder auf anderen Wegen erhält, um den sogenannten Pokédex zu vervollständigen. Der Pokédex ist ein Lexikon, das man am Anfang des Spiels erhält und im Verlauf des Spiels automatisch mit den Daten aller gefangenen Pokémon gefüllt wird.
2. Wettkampf. Der Spieler versucht, „Pokémon-Meister“ zu werden. Dazu lässt er seine erhaltenen Pokémon in sogenannten Pokémon-Kämpfen gegen andere Pokémon antreten, um sie auf diese Weise zu trainieren und ihre Fähigkeiten zu verbessern. Mit den so trainierten Pokémon gilt es, im Wettkampf gegen Pokémon anderer Pokémon-Trainer zu bestehen. In den meisten Spielen muss der Spieler in verschiedenen Städten je nach Spiel 8 oder 16 sogenannte „Arenaleiter“ besiegen (in einigen Spielen ist dieser Schritt ersetzt durch sog. Inselprüfungen). Anschließend muss der Spieler als letzte Herausforderung der Elite der Pokémon-Liga (auch Top 4 genannt) gegenübertreten, um so den Titel des Champions zu erringen.

### Pokémon-Zahl und -Typen
Insgesamt existieren heute über 1000 verschiedene Pokémon. In den ersten Spielen für den ursprünglichen Game Boy belief sich ihre Gesamtzahl auf 151 verschiedene Exemplare; diese Zahl wurde mit dem Erscheinen einer neuen Generation der Reihe um jeweils circa 100 neue Kreaturen erweitert. Die Artenbezeichnungen der Pokémon werden dabei größtenteils für den jeweiligen Markt lokalisiert, eine der wenigen Ausnahmen ist etwa das beliebte Pikachu.
Alle der bislang eingeführten über 1000 Pokémon sind einem oder zwei von 18 Typen zugeordnet: Normal, Feuer, Wasser, Elektro, Pflanze, Eis, Kampf, Gift, Boden, Flug, Psycho, Käfer, Gestein, Geist, Drache, Unlicht, Stahl und Fee. Auch die Attacken sind einem dieser Typen zugeordnet. Bis zur vierten Generation existierte auch ein Typ ???, ab der fünften Generation gehören diese Attacken dem Typ Geist an.
Die Pokémon-Typisierung ist im Pokémon-Kampf von entscheidender Bedeutung. Elektro-Attacken beispielsweise richten gegen Wasser-Pokémon doppelten Schaden an, gegen Pflanzen-Pokémon jedoch nur halben Schaden und gegen Boden-Pokémon sind sie sogar wirkungslos. Diese Verhältnisse zwischen den Typen sind für ein taktisch kluges Vorgehen im Kampf elementar, ihre genaue Kenntnis ist somit eine wichtige Voraussetzung für den Sieg.

### Pokémon-Kampf
Der Pokémon-Trainer, der Avatar des Spielers, erhält zu Spielbeginn ein einziges Pokémon. Mit diesem kann er andere Trainer zum sogenannten Pokémon-Kampf herausfordern, in dem analog zu einem Hahnenkampf nacheinander die Pokémon der beiden Trainer gegeneinander kämpfen. Die Spielmechanik ist dabei streng rundenbasiert: Der Spieler kann pro Runde eine Aktion vorgeben, etwa eine von mehreren verfügbaren Aktionen (Angriffe verschiedener Klassen; Aktionen, die die Statuswerte des eigenen oder gegnerischen Pokémon verändern), aber auch ein gefährdetes Pokémon aus dem Kampf zurückziehen und auswechseln. Verliert ein Pokémon alle seine Kraftpunkte, ist es kampfunfähig und muss ausgewechselt werden. Ein Trainer geht aus dem Kampf siegreich hervor, wenn das gesamte Team des Gegners besiegt wurde. Besiegte Pokémon können in einem Pokémon-Center, das in fast allen Örtlichkeiten vorhanden ist, geheilt werden. Alternativ können auch Spielgegenstände wie Beleber oder Trank dazu verwendet werden.
Im Anime werden die Kämpfe spontan auf freiem Feld, in Arenen oder in Form organisierter Turniere in Stadien ausgetragen, wobei die Kampfbedingungen, zum Beispiel die Anzahl der zulässigen Pokémon, durch Regeln festgelegt sein können.

### Pokémon fangen und sammeln

Der Pokéball, ein Gegenstand im Spiel und ein gebräuchliches Logo für die Vermarktung von Pokémon.

Um das eigene Team zu erweitern, kann der Pokémon-Trainer in freier Natur „wilde“ Pokémon, die keinem Trainer gehören, bekämpfen und einfangen. Der Kampf läuft ähnlich wie ein Trainer-Kampf ab. Der Trainer hat im Kampf die Möglichkeit, das wilde Pokémon mit einem Pokéball zu bewerfen, in den es eingeschlossen wird. Je stärker das Pokémon im Kampf geschwächt wurde, desto wahrscheinlicher wird es aus dem Pokéball nicht mehr ausbrechen können. Damit gilt es als gefangen und kann als neues Teammitglied aus seinem Ball gerufen werden. Grundsätzlich bewahrt der Trainer Pokémon in Pokébällen auf und holt sie in aller Regel nur zum Kampf heraus. Es gibt verschiedene Arten von Pokébällen, die stärker binden oder auf bestimmte Typen spezialisiert sind. Der Pokédex ist ein persönliches Lexikon aller angetroffenen und gefangenen Pokémon. Im Anime benutzt der Protagonist Ash einen kleinen aufklappbaren Computer als Pokédex, der ihm per Sprach- und Bildausgabe den Eintrag zu ihm unbekannten Pokémon liefert. Der Pokédex ist auch als Spielzeug erhältlich; daneben wurden mehrere Pokédex-Fassungen in Buchform im Handel veröffentlicht.

### Pokémon-Entwicklung
Siegen Pokémon in Kämpfen, erhalten sie Erfahrungspunkte (E-Punkte oder EP), und steigen, sobald sie eine bestimmte Anzahl an E-Punkten erreicht haben, um ein Level auf (bis max. Level 100) und werden stärker. Wie in Rollenspielen üblich, steigen dabei meistens verschiedene Statuswerte an: Angriff, Verteidigung, Initiative, Spezialangriff, Spezialverteidigung und die Kraftpunkte. Mit einem bestimmten Level entwickeln sich manche Pokémon weiter und werden zu neuen Pokémon mit anderem Aussehen. Die Pokémon-Entwicklung kann, je nach Pokémon, auf verschiedene Arten herbeigeführt werden: durch das Erreichen eines bestimmten Levels, durch Entwicklungs-Steine, durch Tausch, wenn das Pokémon einen bestimmten Gegenstand trägt oder wenn es seinem Trainer viel Liebe entgegenbringt. Es gibt auch ein Pokémon namens Barschwa, dessen Schönheit man mit Pokériegeln verbessern und das Pokémon anschließend auf ein höheres Level bringen muss, damit es sich zu Milotic weiterentwickelt. Ebenso gibt es Pokémon, die sich in verschiedene Richtungen entwickeln können, wie zum Beispiel das Normal-Pokémon Evoli, das sich je nach Umständen zu einem von acht verschiedenen Pokémon entwickeln kann. Seit der 4. Generation ist es zudem möglich, sich Pokémon nur an einigen bestimmen Orten entwickeln zu lassen. Ein Magneton entwickelt sich demnach zu Magnezone, falls es im Kraterberg einen neuen Level erreicht.

### Pokémon-Zucht
Die meisten Pokémon haben ab der 2. Generation ein Geschlecht. Es gibt Pokémon-Arten, die immer männlich (wie z. B. Tauros) oder immer weiblich (wie z. B. Miltank) sind, während einige Pokémon (wie z. B. Ditto) neutral sind. Die meisten Pokémon kann man jedoch sowohl als Männchen als auch als Weibchen antreffen.
Gibt man ein männliches und ein weibliches Pokémon bei der Pokémon-Pension in Pflege, kann es passieren, dass man vom Pensionsleiter nach gewisser Zeit ein Pokémon-Ei überreicht bekommt. Trägt man dieses zusammen mit seinen Pokémon mit sich herum, schlüpft nach einigen tausend Schritten ein Pokémon aus dem Ei, das bestimmte Eigenschaften seiner Eltern in sich vereint, zum Beispiel beherrscht es bestimmte Attacken des männlichen Elternteils schon von Geburt an. Pokémon paaren sich nur mit bestimmten Partnern, alternativ kann man aber auch jedes neutrale, männliche oder weibliche Pokémon (außer den legendären Pokémon (Ausnahme hierbei ist Manaphy), Baby-Pokémon und wenigen anderen Pokémon) mit dem neutralen Gestaltenwandler Ditto paaren, um einen Abkömmling des gewünschten Pokémon zu erhalten.
Wenn man zwei Pokémon (männlich und weiblich) der gleichen Eigruppe in die Pension gibt, ist in dem Pokémon-Ei das erste Pokémon der Entwicklungsreihe der Mutter. Wenn man ein Ditto mit einem Partner abgibt, ist das Ergebnis die erste Entwicklungsstufe des jeweiligen Partners. Hierbei gibt es jedoch einige Ausnahmen: Bei bestimmten Pokémonarten (wie z. B. ein Relaxo) müssen die Eltern ein bestimmtes Item halten, um die erste Form (in diesem Fall Mampfaxo) zu erhalten.

### Pokémon-Tausch
Pokémon-Editionen erscheinen meistens paarweise, etwas später folgten in der Vergangenheit Wiederveröffentlichungen, die überarbeitet worden sind, prinzipiell aber inhaltsgleich bleiben. Von einigen Details abgesehen liegt der wichtigste Unterschied zwischen beispielsweise der Roten und der Blauen Edition darin, dass sich bestimmte Pokémon in einer Edition nicht fangen lassen. Um diese dennoch zu erhalten, muss der Spieler mit einem Besitzer der entsprechenden anderen Edition Pokémon tauschen.
Dazu wurden bis zur 3. Generation zwei Game-Boy-Systeme via Link-Kabel verbunden. Ebenfalls möglich war in den Anfangseditionen eine Übertragung von Pokémon über ein Transfer Pak mit den Pokémon-Stadium-Spielen oder ein Tausch mit den Pokémon-Titeln für GameCube per NGC-GBA-Kabel. Bei den neueren Generationen erfolgt der Tausch online, entweder im jeweiligen Spiel oder über die App Pokémon Home, wobei sich die Personen nicht kennen müssen.
Ein Tausch führt bei manchen Pokémon zur Entwicklung, manche Pokémon müssen hierzu jedoch ein Item halten. Ferner gewinnen durch Tausch erhaltene Pokémon im Kampf mehr Erfahrungspunkte, gehorchen ihrem neuen Trainer jedoch unter Umständen nicht, bis sich dieser durch das Erlangen von Orden Respekt verschafft hat. Der Spitzname eines getauschten Pokémon lässt sich nicht ändern, da dieser die Gefühle des Originaltrainers (OT) widerspiegelt. Eine Ausnahme besteht dann, wenn der Tauschpartner die gleiche Trainer-ID (5-stelliger Zahlencode eines Trainers) besitzt, wobei das Pokémon sich dann so wie ein selbst gefangenes Pokémon verhält.

## Entwicklung

### Erfinder
Pokémon wurde von dem Japaner Satoshi Tajiri erfunden, der in der Nähe von Tokio aufwuchs. Die Grundzüge des Spiels hat Tajiri seinen Angaben nach direkt aus der eigenen kindlichen Erfahrungswelt heraus entwickelt und noch während des Studiums probeweise in erste digitalisierte Formen umgesetzt. In Interviews schilderte Tajiri oft, dass die Idee zu den Spielen und einigen Charakteren aus seiner Kindheit stamme, da es sein Hobby gewesen sei, in der freien Natur Insekten, insbesondere Käfer, zu sammeln, diese zu zeichnen und auf seinen Bildern gegeneinander antreten zu lassen.
Während seiner Ausbildung an einer technischen Hochschule kam er mit Videospielen in Berührung und verbrachte einen großen Teil seiner Freizeit in Spielhallen. Während dieser Zeit soll er von einem Hallenbesitzer einen Automaten mit dem Spiel Space Invaders geschenkt bekommen haben, damit er zu Hause weiter spielen konnte. Nachdem er sich zum Spieleexperten entwickelt und einen Videospiel-Kreativitätswettbewerb gewonnen hatte, brachte er gemeinsam mit Freunden 1982 ein Spielemagazin namens Game Freak heraus. Zusammen mit dem Game-Freak-Team und dem Entwicklerstudio Creatures entwickelte Satoshi dann die ersten Pokémon-Spiele, die 1996 von Nintendo in Japan veröffentlicht wurden.

### Die Entwicklung zum Markterfolg

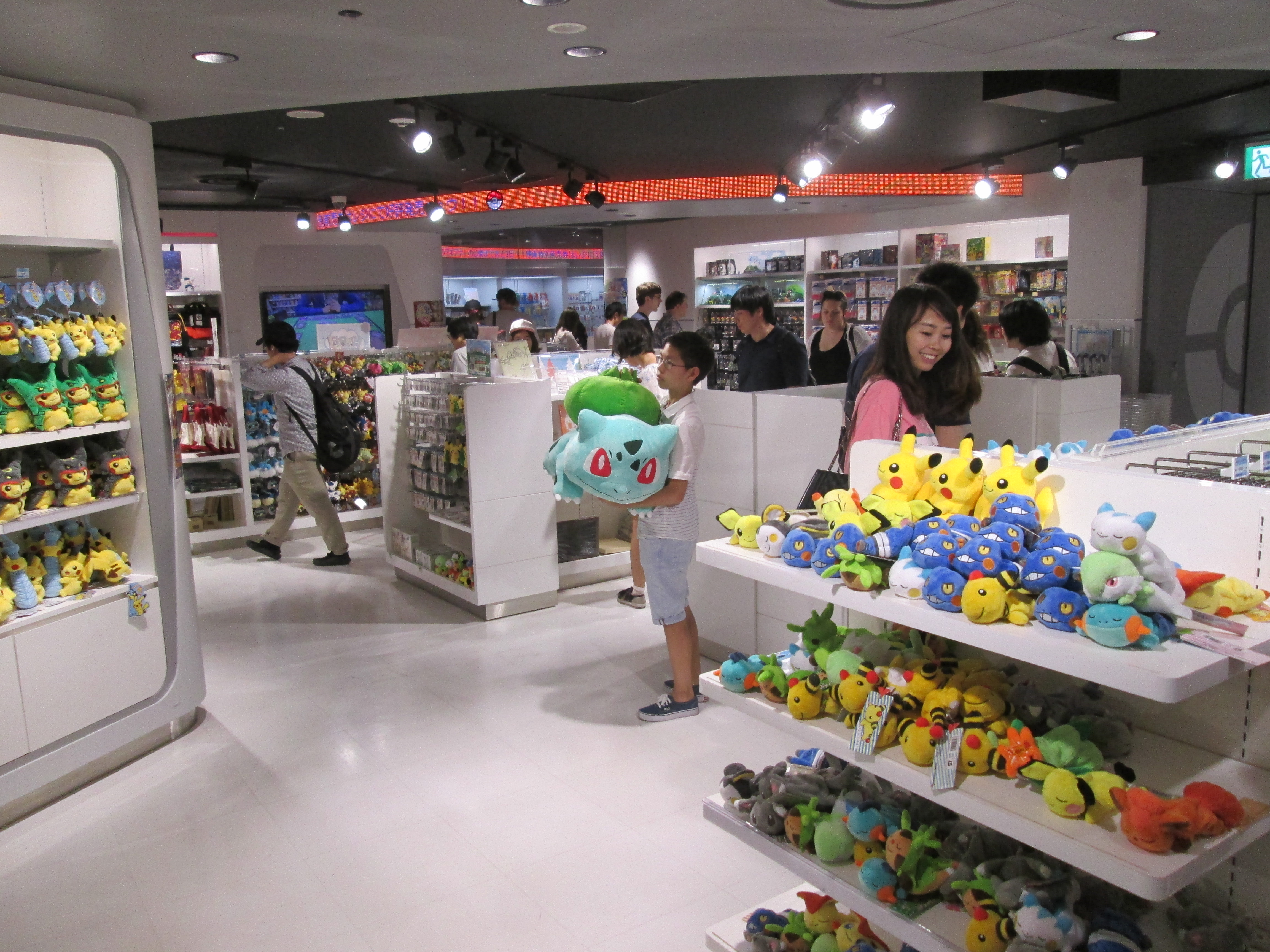
Verschiedene Pokémon-Figuren im Mega Tokyo Pokémon Center, Sunshine City, Ikebukuro

Als am 27. Februar 1996 die ersten Pokémon-Spiele in Japan veröffentlicht wurden, lieferte Publisher Nintendo nur 200.000 Exemplare an den Handel aus, da man davon ausging, dass die Spiele lediglich eine begrenzte Käuferschicht ansprechen würden. Niemand der Beteiligten hatte auch nur ansatzweise damit gerechnet, dass diese Spiele nicht nur den totgeglaubten Game Boy wiederbeleben, sondern auch den Grundstein für eine der erfolgreichsten Videospielreihen aller Zeiten legen würden. Die Händleranfragen nach den Spielen nahmen in Japan ständig zu, so dass man durch die Vergabe von Lizenzen die Produktion einer Pokémon-Anime-Fernsehserie, eines Pokémon-Sammelkartenspiel und zahlreicher Merchandising-Artikel in die Wege leitete. In Deutschland berichtete die Spielepresse erstmals Ende 1997 flächendeckend über das neuartige Phänomen aus Japan, nachdem Pokémon ein zentraler Bestandteil der von Nintendo organisierten japanischen Messe „Space World“ war.
Als die Pokémon-Spiele 1998 in den USA und 1999 schließlich in Europa veröffentlicht wurden, erschienen sie fast zeitgleich mit Anime, Karten und Merchandising, der erste Kinofilm Pokémon – Der Film folgte wenig später. Diese schlagartige Omnipräsenz der Pokémon in den Medien wird von vielen als mitverantwortlich für den internationalen Erfolg der Spiele gesehen, Medienforscher betrachten das Phänomen Pokémon gar als repräsentativ für eine ganze Generation. Insgesamt verkauften sich die Spiele der ersten Generation – Rote, Blaue, Gelbe sowie in Japan die Grüne Edition – rund 45 Millionen Mal. Addiert man die Verkaufszahlen aller Pokémon-Spiele, so ergibt sich nach Herstellerangaben eine Summe von inzwischen über 200 Millionen verkauften Spielen, aber auch Kinofilme, Sammelkarten und Merchandising-Artikel sorgten für Milliardenumsätze. Wenngleich der Höhepunkt des Pokémon-Booms in Europa und den USA wohl schon länger überschritten ist, sind die Ursachen für den Boom immer noch nicht ganz geklärt.

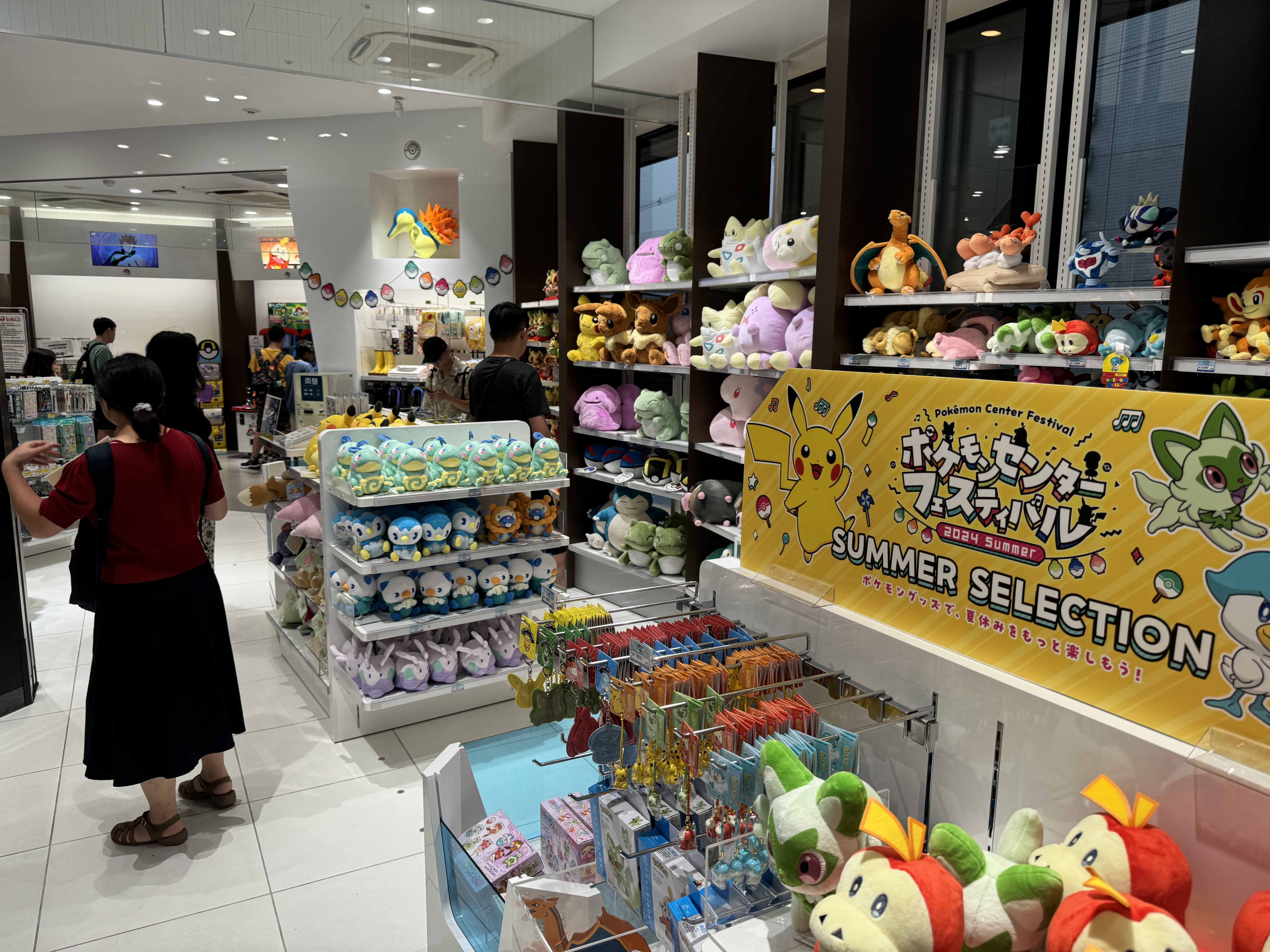
Pokémon-Center Kyoto (2024)
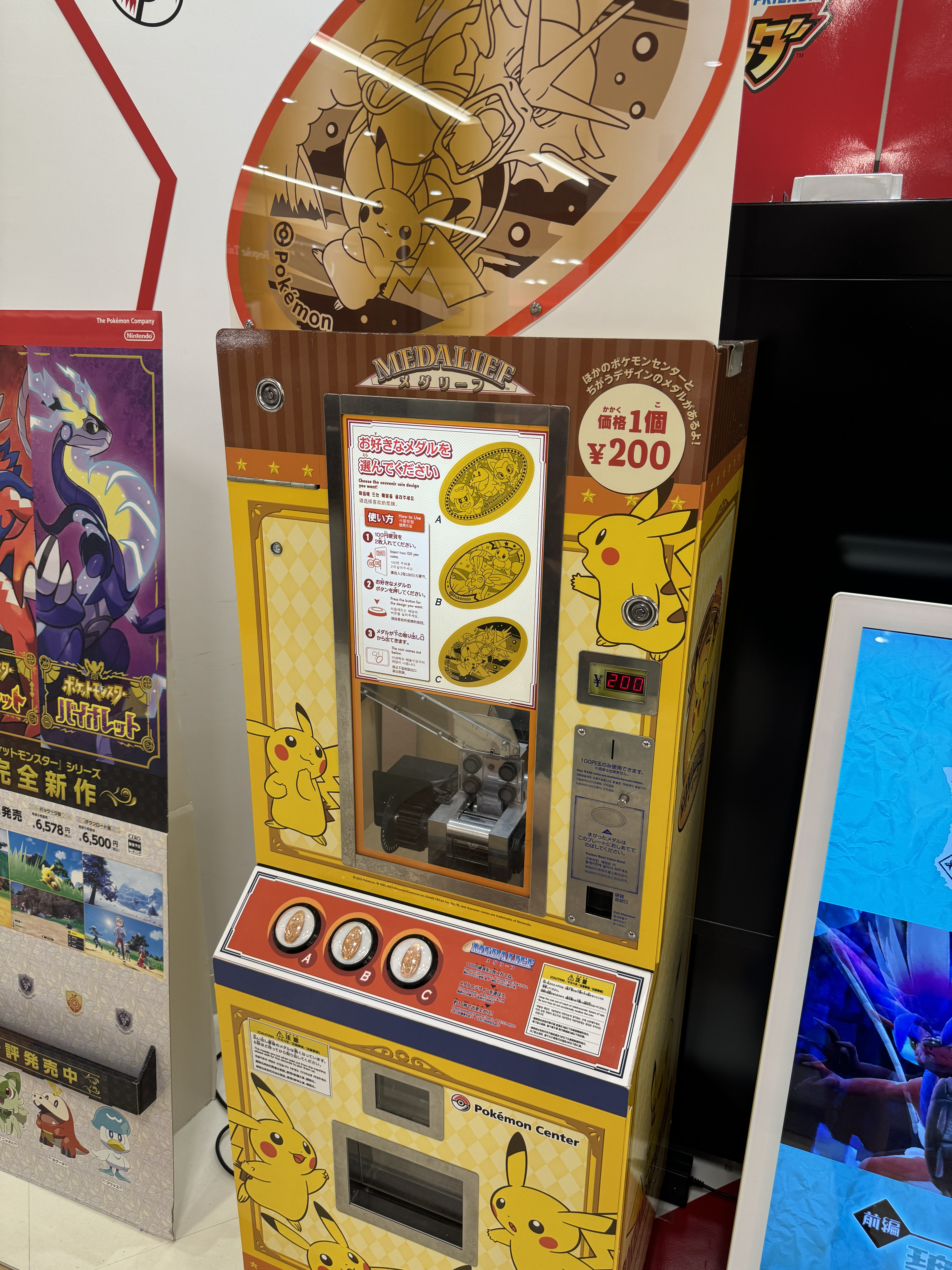
Automat für Gedenkmünzen im Pokémon-Center Hiroshima (2024)
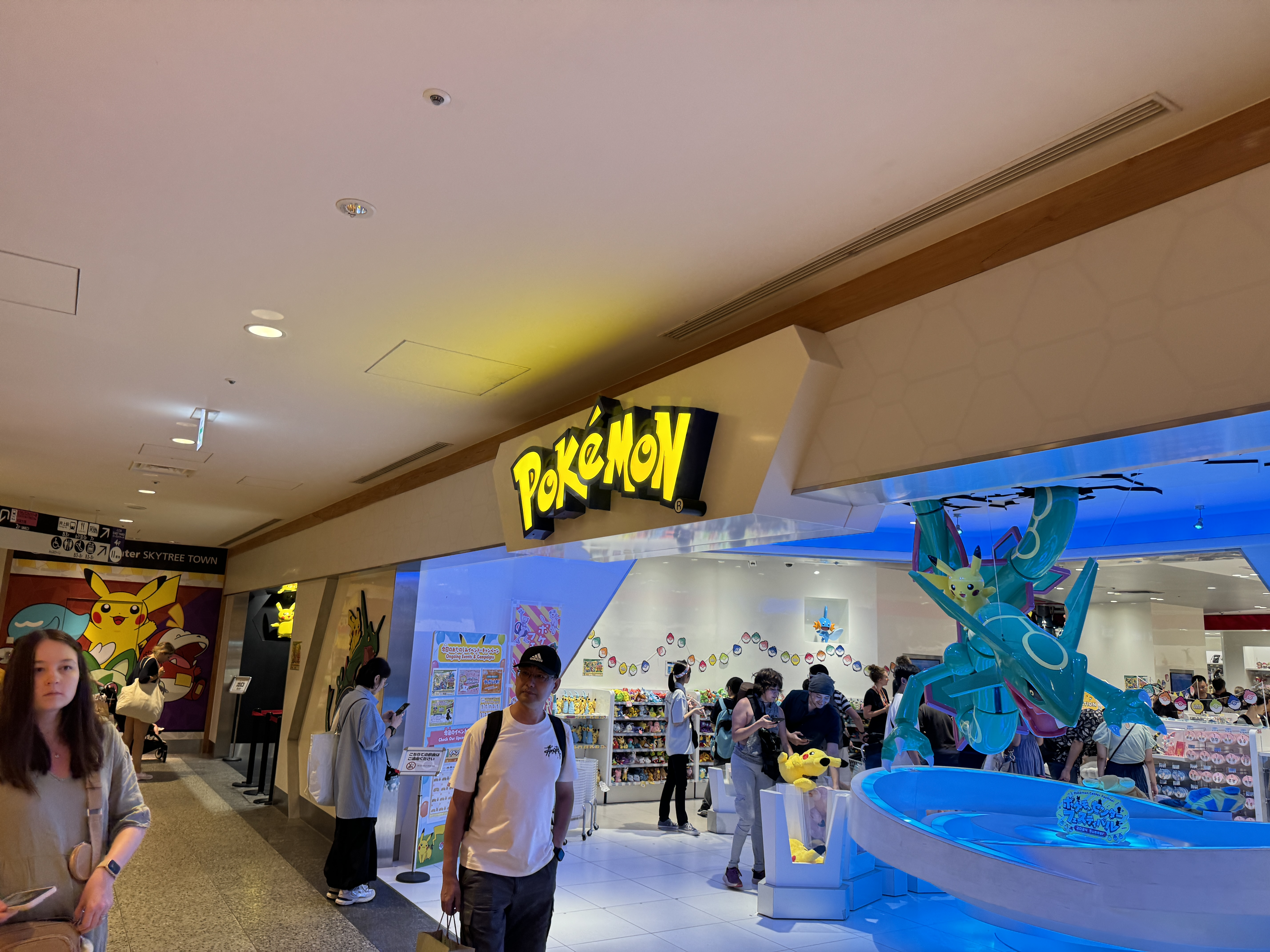
Pokémon-Center am Tokio Skytree (2024)
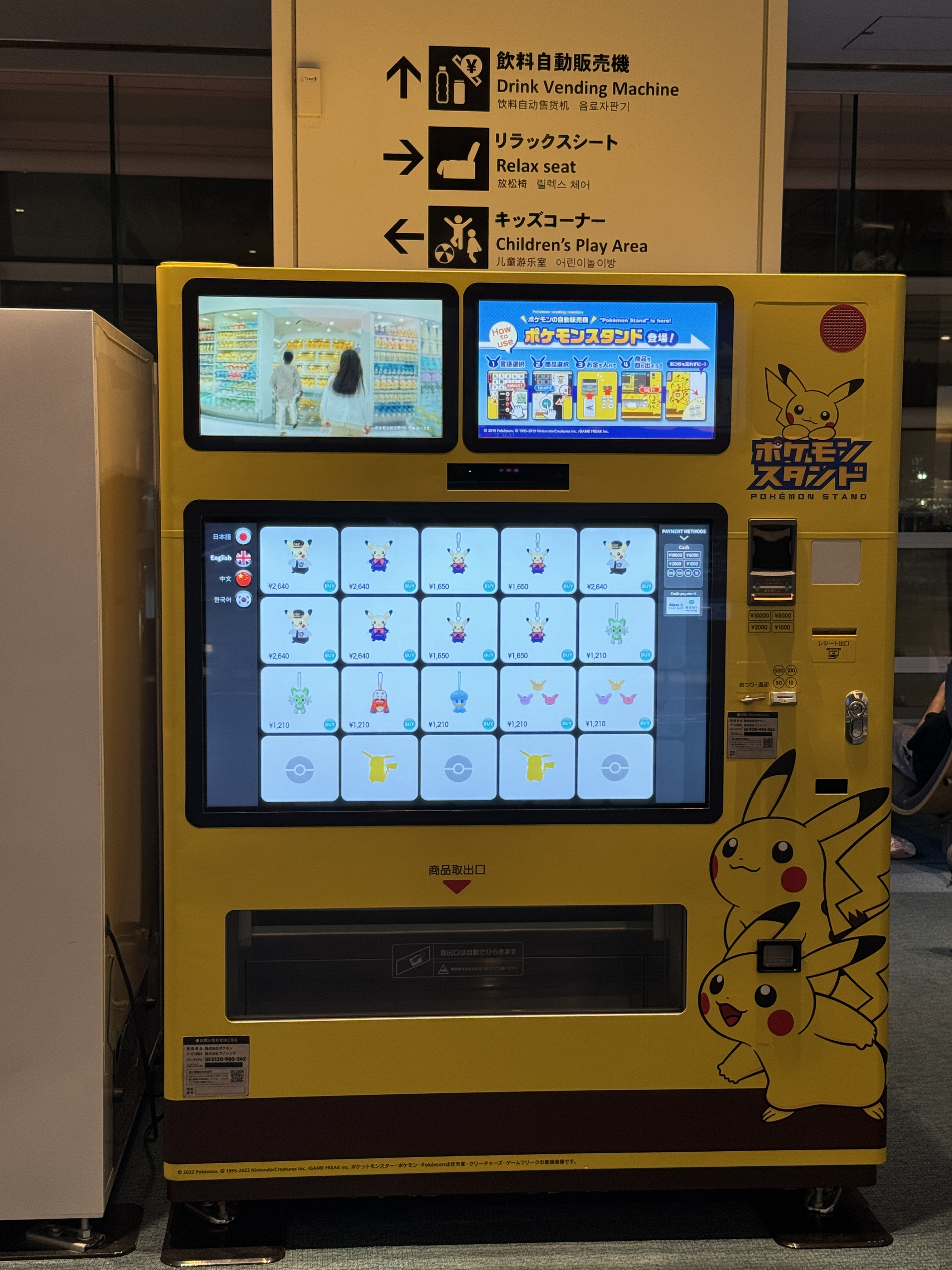
Automat am Flughafen Haneda (2024)

## Produkte und Medien

### Pokémon-Spiele
1996 erschienen in Japan die ersten Pokémon-Spielen für den Game Boy, die Rote Edition und Grüne Edition, die 151 verschiedene Pokémon-Charaktere verfügbar machten. Nachdem sich die Grüne Edition allerdings nur mäßig verkauft hatte, gelang der Durchbruch mit einer speziellen Blauen Edition mit einer verbesserten Spielgrafik – das Äußere der Pokémon wurde leicht verändert. Außerhalb Japans wurden folglich anstatt der alten Roten und Grünen Editionen von vornherein eine Rote und eine Blaue Edition auf dem technischen Stand der japanischen Blauen Edition in den Handel gebracht. Mit den Nachfolgespielen für den Game Boy Color, Goldene Edition und Silberne Edition, wurden 100 neue Pokémon hinzugefügt, und die Spiele für den Game Boy Advance, die Rubin-Edition und Saphir-Edition, stockten den Pokémon-Bestand auf insgesamt 386 verschiedene Figuren auf. Am 28. September 2006 wurde mit Perl-Edition, Diamant-Edition und Platin-Edition für den Nintendo DS die 4. Pokémon-Generation mit 110 neuen Figuren eingeläutet. Die 5. Generation der Pokémon mit den Editionen Schwarz und Weiß wurde am 18. September 2010 in Japan und am 4. März in Europa veröffentlicht. Im Oktober 2012 wurden in Europa Pokémon Schwarze und Weiße Edition 2 veröffentlicht. Im Oktober 2013 erschienen Pokémon X und Pokémon Y für den Nintendo 3DS, die 6. Generation der Videospielserie, die ersten beiden Pokémon-Spiele mit 3D-Grafik. Am 21. November 2014 erschienen Omega Rubin und Alpha Saphir, welche Remakes der 3. Generation (Pokémon Rubin- und Saphir-Edition) sind. Diese sind vollständig zu Pokémon X und Y kompatibel. Am 23. November 2016 wurden Pokémon Sonne und Mond in Europa veröffentlicht, die die 7. Generation darstellen. Diese sind mit den vorherigen Generationen durch Import der Pokémon in die neueren Generationen kompatibel. Pokémon Schwert und Schild, die am 15. November 2019 weltweit für die Nintendo Switch erschienen, läuteten die 8. Generation der Hauptreihe ein. Am 18. November 2022 wurden Pokémon Karmesin und Purpur für die Nintendo Switch veröffentlicht und führten mit erneut über 100 neuen Pokémon die 9. Spielegeneration ein.
Zusätzlich zur Pokémon-Hauptreihe, den Rollenspielen für Nintendo-Handheld-Konsolen, wurden als Reaktion auf den Erfolg und die Beliebtheit der Pokémon weitere Spiele unterschiedlicher Genres entwickelt und veröffentlicht, die teilweise mit den portablen Rollenspielen kompatibel sind. In die Pokémon-Stadium-Spiele für das Nintendo 64 sowie Pokémon Colosseum und Pokémon XD – Der Dunkle Sturm für den Nintendo GameCube beispielsweise können Pokémon aus den Game-Boy-Spielen mit Hilfe entsprechenden Zubehörs übertragen werden, um sie in 3D-Arenen kämpfen zu lassen. Pokémon Battle Revolution für Nintendos Spielekonsole Wii führt dieses Konzept fort. Darüber hinaus existieren zahlreiche weitere Pokémon-Spiele mit komplett anderem Spielprinzip, etwa der tetrisähnliche Titel Pokémon Puzzle League oder das Fotosafari-Spiel Pokémon Snap für Nintendo 64. Auch diese Titel werden von Nintendo vertrieben, jedoch anders als die Rollenspiele meist nicht von Game Freak, sondern von verschiedenen Entwicklerstudios wie Intelligent Systems oder Genius Sonority entwickelt.
Am 6. Juli 2016 veröffentlichte Nintendo das Mobile Game Pokémon Go im Google Play Store und im App Store.

### Onlineangebote
The Pokémon Company stellt in Kooperation mit Nintendo Onlinedienste zur Verfügung, wie die App Pokémon Home oder Global Trade Station (GTS) zum weltweiten Tausch von Pokémon über verschiedene Spiele hinweg. Die Angebote Wi-Fi Plaza und Dream World wurden eingestellt.
Darüber hinaus werden regelmäßig Online-Turniere veranstaltet, bewertete Kämpfe und sogenannte globale Spektakel abgehalten, zeitlich begrenzte Veranstaltungen, in denen Spieler auf der ganzen Welt auf ein gemeinsames Ziel hinarbeiten, beispielsweise das Fangen von 100.000.000 Pokémon innerhalb von zwei Wochen.

### Pokémon-Konsolen
Zusätzlich zu den Software-Titeln erschienen auch einige Konsolen und das „Pokémon Pikachu“.
Neben einem Nintendo 64 und diversen Game Boys im Pokémon-Design erschien auch eine ganz eigene Pokémon-Konsole: das Handheld-System Pokémon Mini.
Zu den Nintendo-DS-Spielen Pokémon HeartGold und SoulSilver erschien der PokéWalker.

### Pokémon in Fernsehen
Infolge des Markterfolgs der Videospiele wurde eine gleichnamige Anime-Serie produziert, die seit 1997 von TV Tokyo ausgestrahlt wird (seit 1999 auch von RTL II). 1998 kam in Japan der erste Pokémon-Film in die Kinos, dem bis 2021 23 weitere folgten (im Vertrieb von Warner Bros.).

### Pokémon im Kino
Seit dem ersten Kinofilm 1998 sind inzwischen über 20 Kinofilme erschienen.

### Pokémon als Manga
Pokémon wurde in zahlreichen Manga-Reihen adaptiert, zu den bekanntesten zählt Pocket Monsters SPECIAL.

## Marketing, Merchandising und weitere Markennutzung

Das Pokémon-Flugzeug der All Nippon Airways

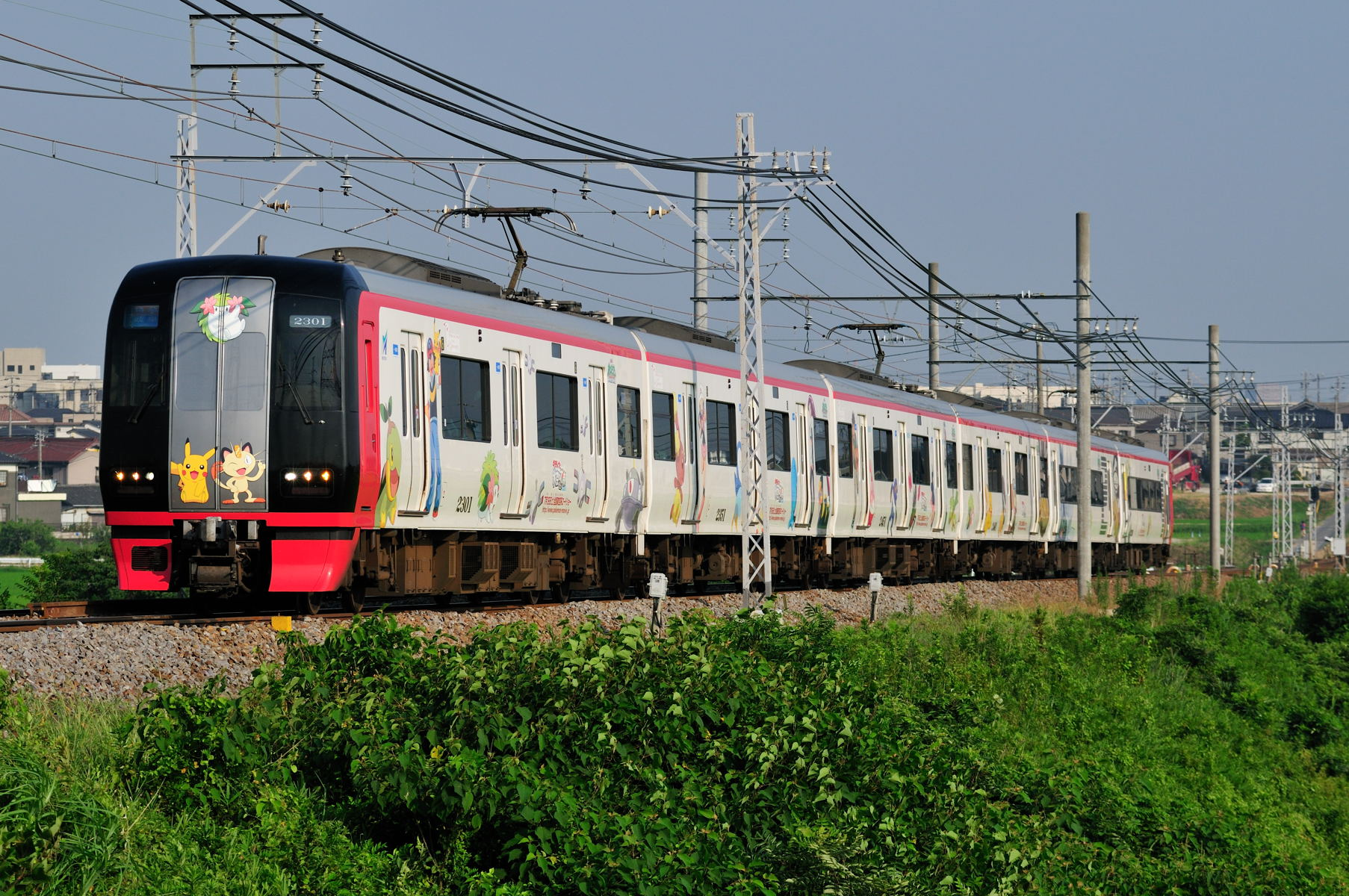
Pokémon-Design auf einem Meitetsu-2200-Zug in Japan

Pokémon-Design auf einem Shinkansen-Schnellzug

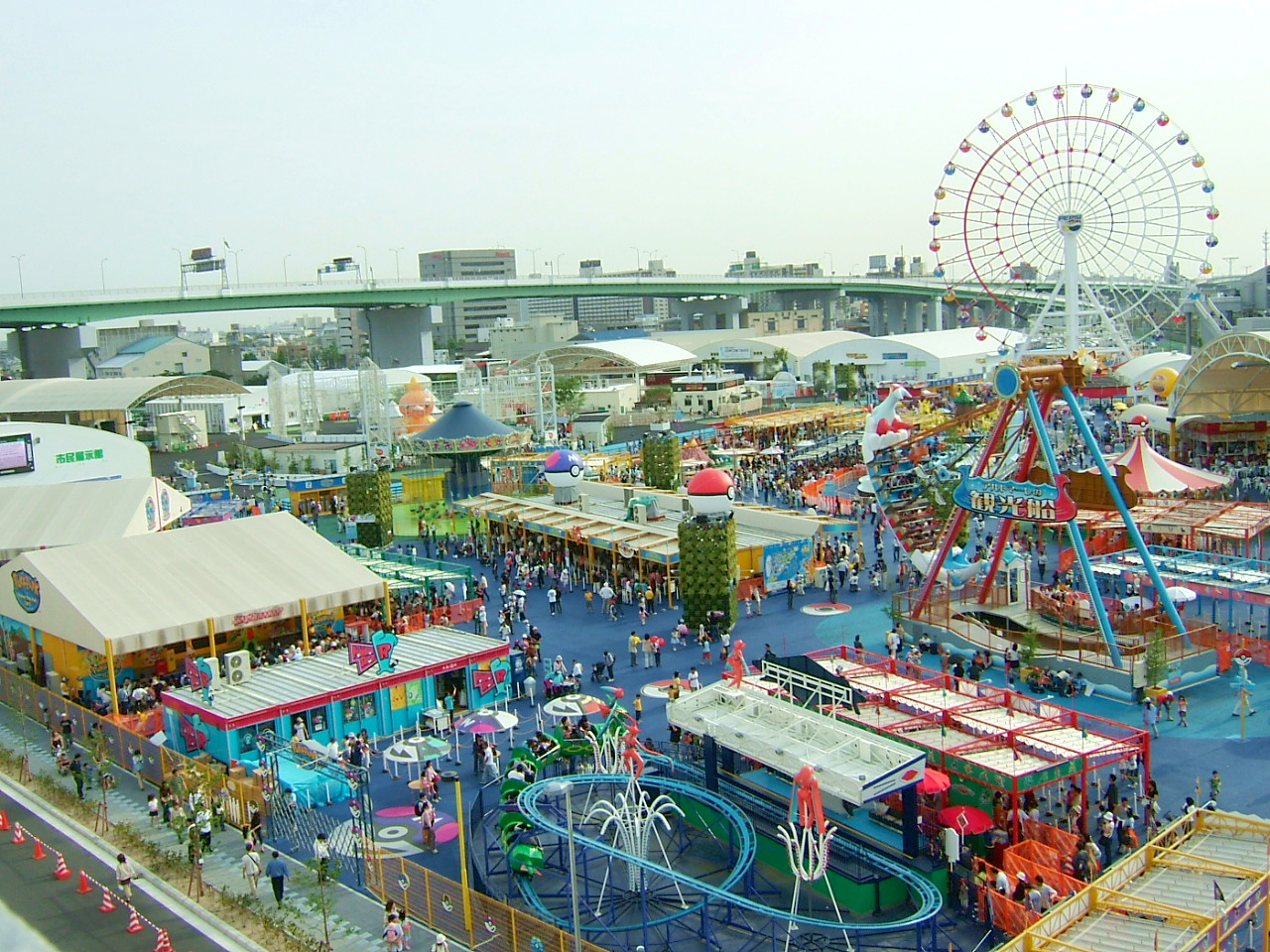
PokéPark 2005

Pokémon kann als ein Paradebeispiel einer weltweit erfolgreichen Vermarktung dienen. Der Marketing-Mix ermöglichte dem Hersteller der Spiele eine beinahe vollständige Durchdringung des Markts. Die Begriffe Pokémon und Nintendo waren der zugehörigen Zielgruppe zu weiten Teilen geläufig. Mit der Veröffentlichung von Pokémon-Spielen für eine bestimmte Nintendo-Spielkonsole gelang es stets, die Verkaufszahlen der entsprechenden Konsole zu erhöhen, was wiederum den Absatz von Spielen für diese Konsole begünstigte. Seit 2000 wird Pokémon auch von The Pokémon Company, einem Tochterunternehmen von Nintendo, vermarktet.
Der durchschlagende Erfolg der Pokémon-Spiele löste einen der größten Merchandising-Booms der Geschichte aus. Von Sammelfiguren über Regenschirme, Plüschpuppen, Radiergummis, Speiseeis, Brettspiele, Trinkflaschen, Aufkleber, Lebensmittel, T-Shirts, Kostüm-Jumpsuits bis hin zu PC-Software wurden nahezu alle erdenklichen Produkte auf den Markt gebracht. In Japan wurden sogar mehrere Pokémon-Stores eröffnet, die sogenannten Pokémon Center. Eine japanische Fluggesellschaft verpasste einem ihrer Flugzeuge ein Pokémon-Outfit und bot im Passagierraum exklusive Pokémon-Souvenirs an. Eine besondere Erwähnung verdient das Pokémon-Sammelkartenspiel, das in Deutschland von Amigo vertrieben wird und nach Magic: The Gathering das erfolgreichste Sammelkartenspiel der Welt ist.
Nach der Veröffentlichung der Filme konnten Besucher der Warner Bros. Movie World in Deutschland ab 2000 den Helden Pikachu als Charakter „live“ im Park erleben.
Auch das Pokémon-Franchise blieb nicht von Produktpiraterie verschont. Insbesondere auf Märkten in Asien und Osteuropa findet man unlizenzierte Pokémon-Artikel in Form von Handtüchern, Puppen und anderem Spielzeug. Von den Sammelkarten existieren ebenfalls Fälschungen, die auf dem europäischen Markt jedoch weniger verbreitet sind.

### Pokémon Day

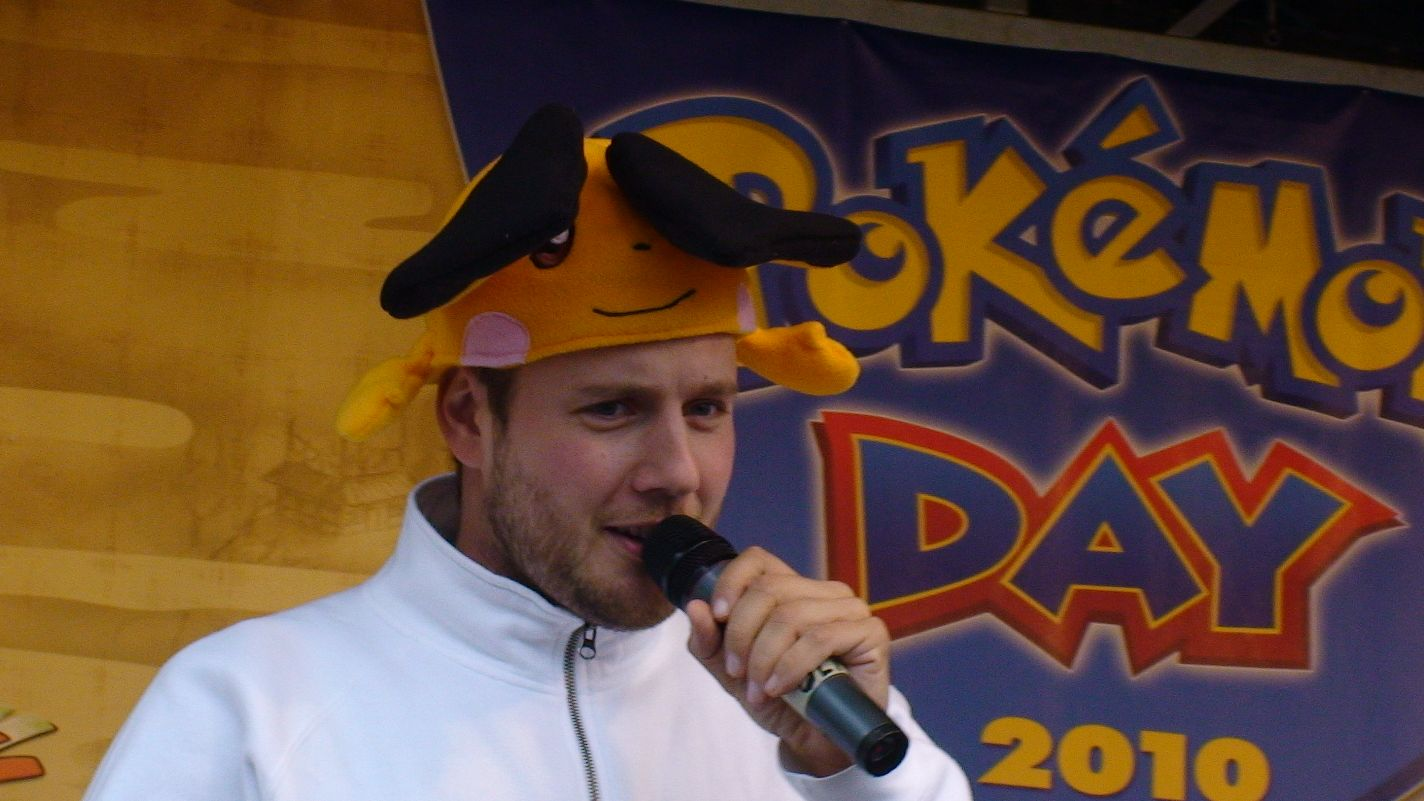
Oli P. moderiert den Pokémon Day 2010

Der Pokémon Day war von 2004 bis 2013 eine Werbeveranstaltung von Nintendo, auf der neue Produkte gezeigt und spezielle Event-Pokémon verteilt wurden. Der Pokémon Day fand jedes Jahr im Herbst statt und besuchte verschiedene Großstädte für jeweils einen Tag. Seit 2009 war Oli P. ein Moderator der Pokémon Days.
Seit 2016 wird die Bezeichnung Pokémon Day für jährliche Online-Feierlichkeiten am 27. Februar genutzt, um das Jubiläum des Franchise zu feiern: Die ersten Pokémon-Spiele erschienen in Japan am 27. Februar 1996.

### Pokémon Center

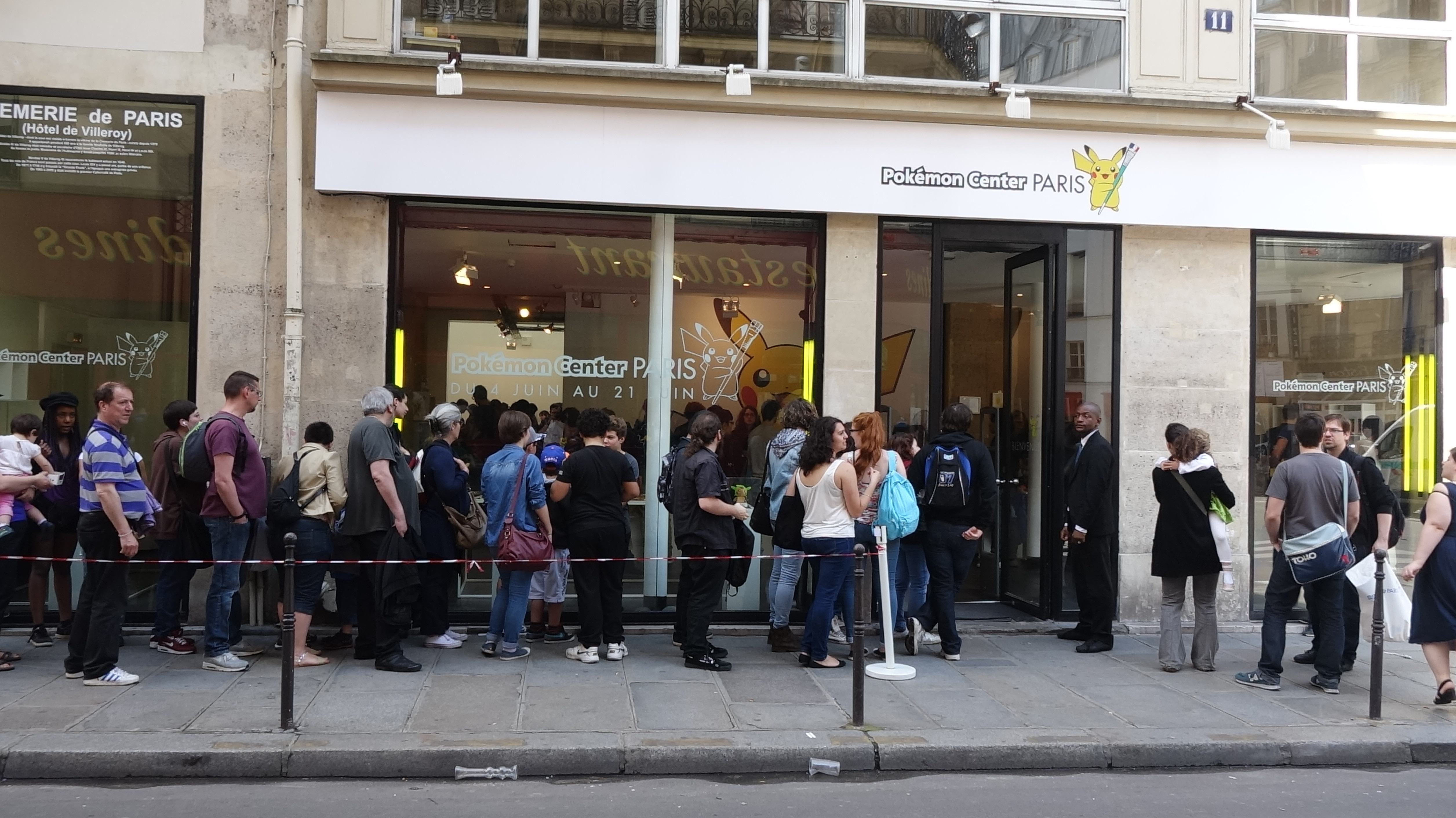
Das Pokémon Center in Paris

Ab 1998 entstanden in Japan die Pokémon Center. Dabei handelt es sich um spezielle Läden, die ausschließlich Pokémon-Produkte verkaufen. Das erste Pokémon Center eröffnete am 25. April 1998 in Tokio. Bis heute gibt es 15 Pokémon Center in Japan.
Außerhalb Japans konnten sich die Pokémon Center nicht langfristig durchsetzen: Ein Geschäft in New York wurde im November 2001 eröffnet und im Januar 2005 wieder geschlossen. Das einzige dauerhafte Pokémon Center außerhalb Japans befindet sich heute in Singapur, es wurde 2019 eröffnet.
In Paris öffnete am 4. Juni 2014 das erste Pokémon Center in Europa. Es war von Anfang an geplant, dieses nur temporär für knapp drei Wochen offenzuhalten: Am 21. Juni desselben Jahres wurde es wieder geschlossen. Anlass des Centers war die Tatsache, dass die damals aktuellen Spiele Pokémon X & Pokémon Y in einer Region spielen, die auf Frankreich basiert. Ein zweites temporäres Pokémon Center öffnete im Oktober 2019 für vier Wochen in London.

### Pokémon-Vergnügungspark
Im Jahr 2005 gab es in Nagoya (Japan) in der Nähe der Expo 2005 zwischen März und September einen Pokémon-Vergnügungspark. Er trug den Namen PokéPark – Pokémon The Park 2005, oder auch einfach PokéPark. Ein Jahr später wurde auch in Taiwan ein Pokémon-Vergnügungspark eröffnet, der aber ebenfalls nach kurzer Zeit wieder geschlossen wurde. Diese kurzen Öffnungszeiten sind aber keinesfalls auf einen Misserfolg zurückzuführen. Schon vor der jeweiligen Eröffnung war klar, dass der Park nur wenige Monate geöffnet sein würde.

### Pokémon Symphonic Evolutions

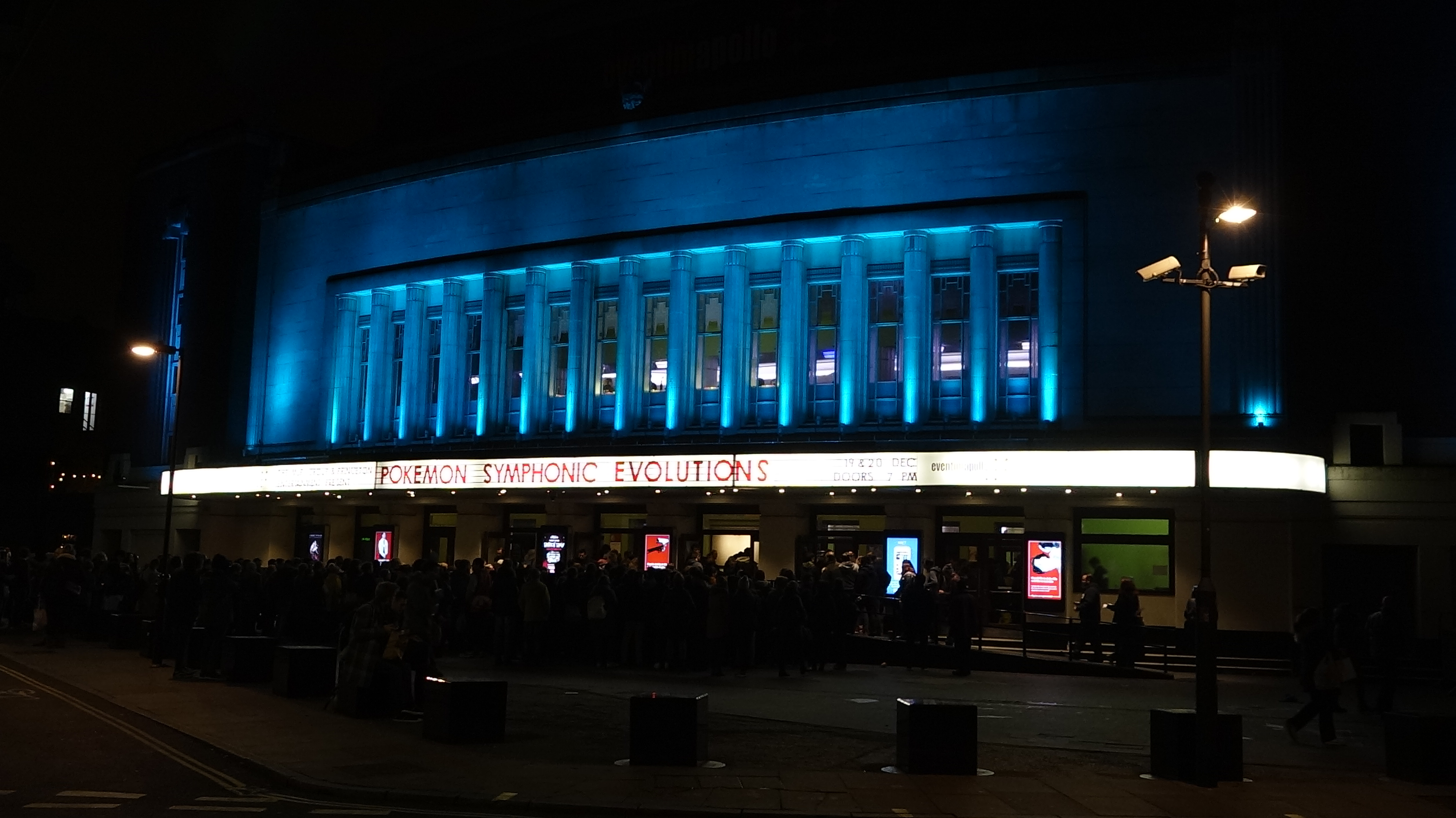
Pokémon Symphonic Evolutions in London

Von 2014 bis 2017 wurde die Konzertreihe Pokémon Symphonic Evolutions aufgeführt, bei der Melodien aus den Pokémon-Spielen der ersten sechs Generationen live von einem Sinfonieorchester gespielt wurden. Die meisten Konzerte der Reihe fanden in den USA statt, die Weltpremiere war am 15. August 2014 in Washington, D.C. Es gab auch einige europäische Konzerte in London.

### Gesellschaftliches und lokales Engagement
Nach dem Tōhoku-Erdbeben 2011 rief The Pokémon Company im Rahmen ihrer CSR-Aktivität die Initiative Pokémon With You ins Leben, um Kinder in der betroffenen Region finanziell und materiell zu unterstützen, unter anderem mit Spielzeug und Bildungsprojekten. Als Kooperationspartner betrieb JR East einen Pokémon-With-You-Zug in Pikachu-Gelb. Im März 2022 wurden die Aktivitäten in eine eigene Stiftung, die Pokémon With You Foundation überführt.

### Pokémon Local Acts

Schachtdeckel mit Ottaro und Jugong zur Kampagne Pokémon Local Acts in Toba

2018 startete The Pokémon Company die Tourismusmarketing-Initiative Pokémon Local Acts. Dabei werden von ausgewählten japanischen Präfekturen Botschafter-Pokémon ausgesucht, die die jeweilige Region repräsentieren und so den Tourismus in der Region stärken sollen. In der ersten Präfektur, Hokkaido, wurden im November 2018 die Pokémon Vulpix und Alola-Vulpix ausgewählt, da die weiße Alola-Form die schneereiche Region repräsentiere und die Feuer-Typ-Form andere Aspekte der Präfektur. Im selben Jahr folgten Sandan und Alola-Sandan als Botschafter für die Präfektur Tottori und Flegmon für die Präfektur Kagawa. Zuletzt wurden im Oktober 2020 Kokowei und Alola-Kokowei als Botschafter für die sonnenreiche Präfektur Miyazaki bekannt gegeben, womit die Marketing-Initiative in acht der 47 japanischen Präfekturen durchgeführt wird.
Ende 2018 kamen als Teil der Initiative die sogenannten PokéLids hinzu, Gullydeckel und Schachtabdeckungen mit Pokémon-Motiven. Bis März 2021 wurden über 150 Deckel in 13 Präfekturen verlegt. Diese sind häufig mit Poké-Stops im Augmented-Reality-Spiel Pokémon Go verknüpft.

## Kritik

### Ambivalente Haltung der Eltern
Einige Eltern haben erhebliche Probleme, eine objektive Haltung zu dem Phänomen Pokémon und seinen pädagogischen Auswirkungen zu gewinnen. Sie fürchten, dass diese Spiele zur Verdummung, zu Bildungszerfall, Gewalt und Verrohung ihrer Kinder beitragen. Eine differenzierte Betrachtung legte Jürgen Oelkers von der Universität Zürich in einem Vortrag im Mai 2001 vor, die den Eltern zu einer nüchterneren Betrachtungsweise verhelfen könnte, insbesondere auch deshalb, weil viele urteilende Erwachsene in den 2000er Jahren das Spiel überhaupt nicht kannten.

### Verbote an Schulen
Das Pokémonspiel, hauptsächlich in seiner Sammelkartenversion, wurde und wird weltweit an einigen Schulen, hauptsächlich Grundschulen (mit Ausnahme von Japan, seinem Ursprungsort) verboten. Ein explizites Verbot des Game-Boy/DS-Spieles erfolgt meistens nicht, da elektronische Spiele im Gesamten verboten sind.

#### Allgemeine Gründe
Hauptgründe für das Verbot sind für viele Lehrer Diebstahl und Gewalt, die infolge der Sammelleidenschaft auf dem Schulhof Einzug hielten. Darunter waren z. B. schon 1999 Raub und Selbstverstümmelung. Als Ursache hierfür werden unter anderem die hohen Werte der Karten von zum Teil mehr als 30 € je Karte angesehen. Ein weiterer Grund ist der Vorwurf des Glücksspieles. Lehrer beklagen, dass die Karten die Schüler in den Pausen vom Essen abhalten und nach den Pausen so fesseln, dass sie den Stundenbeginn verpassen.
Die enthaltene Gewalt wird kritisch gesehen: „Auch innerhalb des Spieles spielt das Thema Gewalt eine zentrale Rolle, denn immerhin ist das Ziel des Ganzen, sein Pokémon durch aufeinanderfolgende Duelle zu trainieren. Im Übrigen bilden die Endkämpfe die Klimax der täglichen Serie. Auch sind es die speziellen kämpferischen Fähigkeiten, die die Entwicklungsstufe der Figuren ausmachen“.

#### Religiös motivierter Widerstand
An fundamentalistisch christlichen Schulen gibt es häufig Vorbehalte gegen das Erlernen von Magie sowie die intensive Beschäftigung mit magischen Spielen. Pokémon soll folgende, angeblich anti-christliche Elemente verkörpern: Gewalt als Machtinstrument, Evolutionsglaube, New-Age-Elemente wie Reinkarnation und Psychokinese sowie Okkultismus. Papst Leo XIV. steht dem Pokémon-Phänomen dagegen aufgeschlossen gegenüber und unterschrieb im Sommer 2025 eine ihm gewidmete Spielkarte mit dem Wasser-Pokémon Robball, einem Seehund, der auf Englisch Popplio heißt, was ähnlich klingt wie Pope Leo, dem Namen des Papstes in englischer Aussprache.
Ob die Welt des Pokémon ihre Wurzeln eher in der phantastischen japanischen Welt der Dämonen, Geister und Schattenwesen hat oder, wie von manchen behauptet, eher in der europäischen Märchenkultur sowie der US-amerikanischen Kinderkultur, ist umstritten.
Saudi-Arabien verbot Pokémon, da sich auf den Spielkarten Symbole des Juden-, Christen- und Freimaurertums befänden.